# Anetium citrifolium
Anetium citrifolium är en kantbräkenväxtart som först beskrevs av Carolus Linnaeus, och fick sitt nu gällande namn av Frederik Louis Splitgerber. Anetium citrifolium ingår i släktet Anetium och familjen Pteridaceae. Utöver nominatformen finns också underarten A. c. pendulum.